# Moehringia
Moehringia là một chi thực vật có hoa thuộc họ Caryophyllaceae.

## Hình ảnh

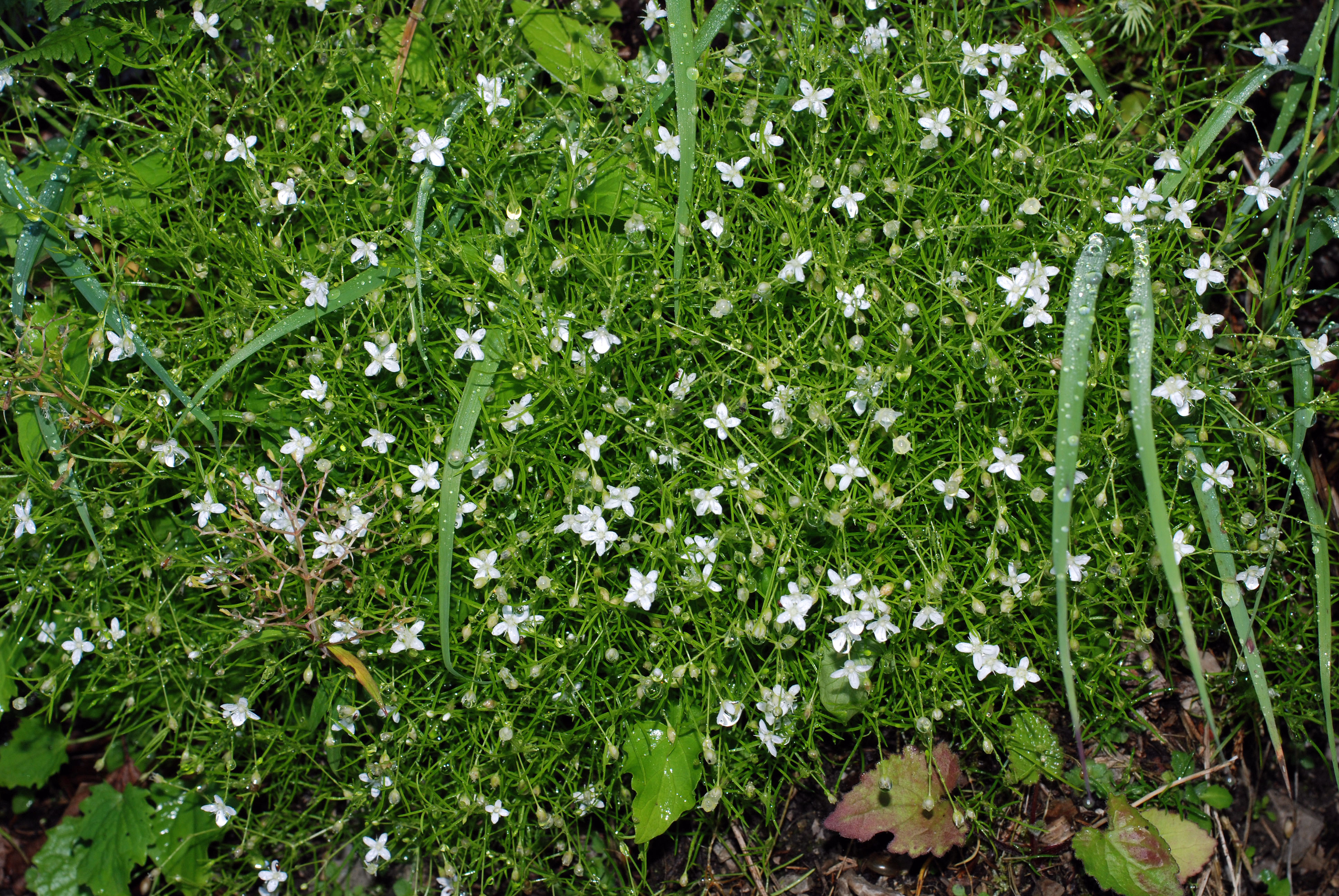
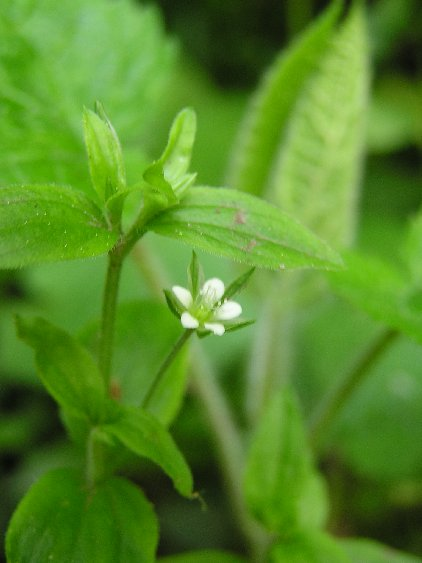
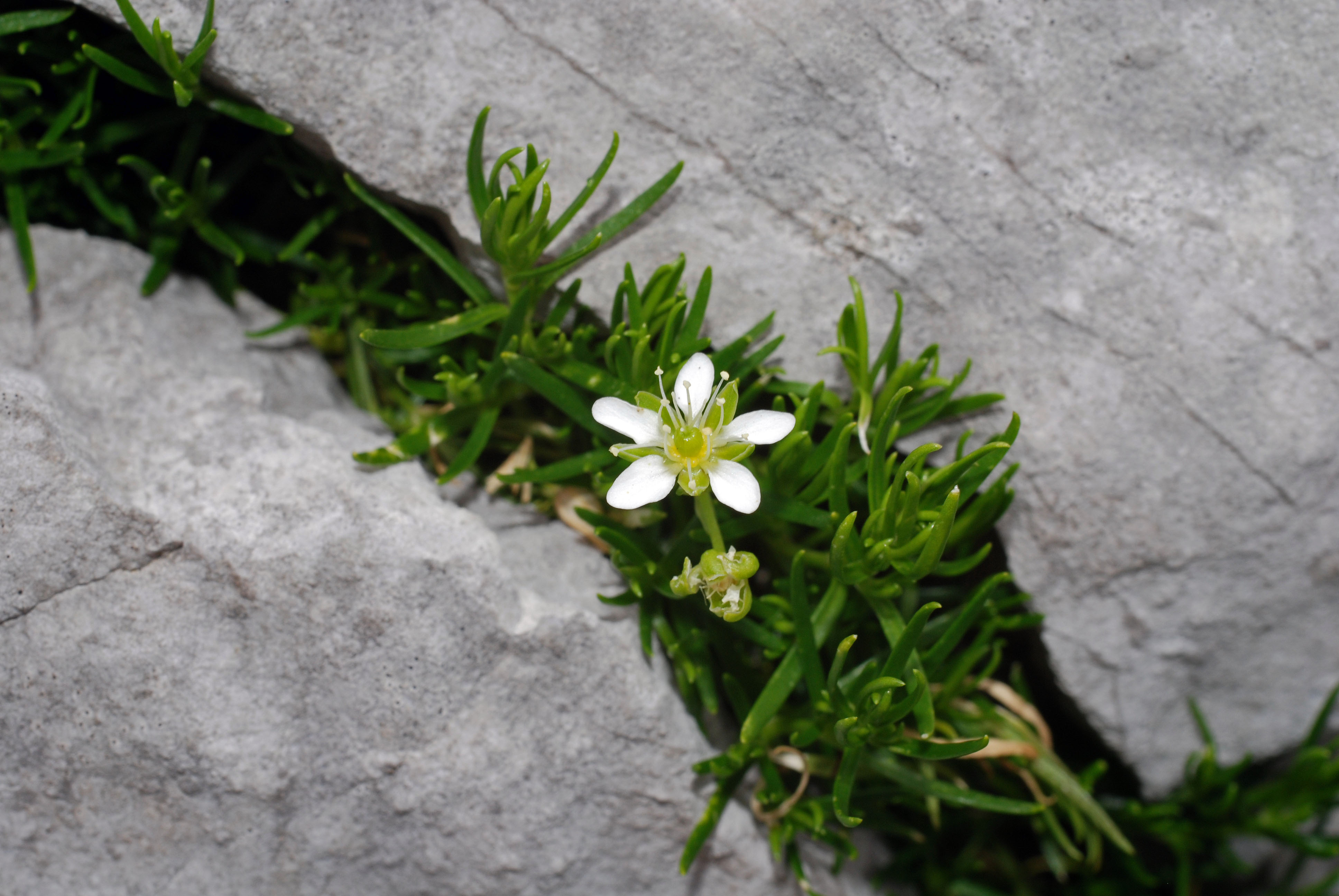
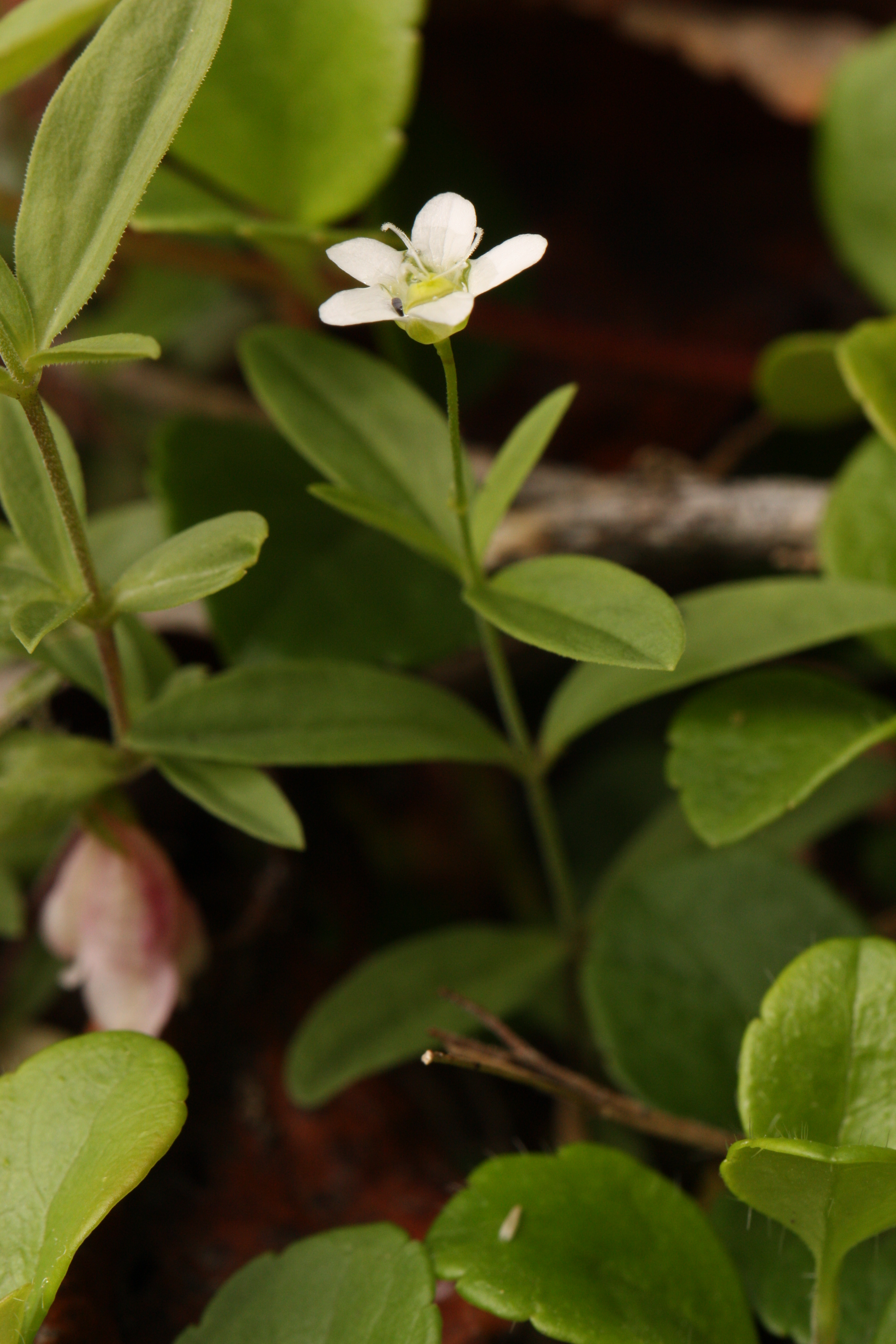

## Loài
- Moehringia muscosa
- Moehringia trinervia
- Moehringia lateriflora
- Moehringia macrophylla
- hơn 23 loài